# De twee reisgezellen
De twee reisgezellen of De twee reizigers is een sprookje dat werd genoteerd door de gebroeders Grimm voor Kinder- und Hausmärchen met volgnummer KHM107. De oorspronkelijke naam is Die beiden Wanderer.

## Het verhaal
Een schoenmaker en kleermaker komen elkaar tegen als ze op ambachtsreis zijn, de kleermaker is altijd vrolijk en opgewekt en klein van postuur. Hij roept: stik de naald, rijg de draad, smeer hem in met pek, sla de spijker krek en de schoenmaker wordt kwaad en wil hem bij zijn kraag grijpen. Maar de man houdt zijn fles voor en begint te lachen. De schoenmaker neemt een slok en ze reizen samen verder. Ze gaan naar de grote stad en de kleermaker krijgt snel werk en de dochter van de patroon geeft hem een kusje. De schoenmaker heeft niks verkocht en is jaloers, maar de kleermaker deelt alles met zijn kameraad. Ze komen bij een bos en er zijn twee voetpaden, één is zeven dagen lang en het andere maar twee. Ze weten echter niet welke de kortste is en ze rusten onder een eik. De schoenmaker neemt voor zeven dagen brood mee, maar de kleermaker vertrouwt op God en neemt geld mee en voor twee dagen brood. De schoenmaker heeft een zware last en is somber, maar de kleermaker springt en fluit. Hij denkt dat God in de hemel wel blij zal zijn met zijn plezier. Na drie dagen lopen ze nog in het bos en de kleermaker heeft geen brood meer, maar hij blijft vertrouwen op God. De volgende ochtend lacht de schoenmaker hem uit en zegt dat hij maar moet voelen hoe het is om het niet naar de zin te hebben. Hij kent geen medelijden en de vijfde ochtend kan de kleermaker niet meer opstaan, waarna de schoenmaker hem een stuk brood geeft.
De schoenmaker steekt ook één oog uit en de gewonde kleermaker eet van het brood, maar de zesde dag is zijn eten opnieuw op. Hij valt neer bij een boom en de volgende ochtend kan hij niet opstaan en de schoenmaker deelt opnieuw zijn brood, maar steekt ook het andere oog uit. De kleermaker bidt tot Onze Lieve Heer en zegt de schoenmaker dat het kwaad wordt vergolden. In goede dagen heeft hij zijn winst met de schoenmaker gedeeld en hij zal moeten bedelen als hij blind is. De schoenmaker neemt de blinde kleermaker mee en geeft hem een stok, ze komen aan de rand van het bos waar een galg staat. De blinde kleermaker slaapt bij de galg onder twee zondaars, de schoenmaker gaat alleen verder. Er zitten kraaien op de hoofden en ze vertellen dat de dauw van de galg iedereen zijn ogen terug geeft. De kleermaker pakt zijn zakdoek en drukt hem in het gras, waarna hij zijn oogkassen wast. Hij heeft nieuwe, gezonde ogen en hij ziet de zon opgaan achter de bergen. De kleermaker ziet de grote koningsstad met poorten, kruisen op spitsen en vogels en muggen dansen door de lucht.
De kleermaker dankt God en bid voor de arme zondaars en loopt fluitend verder. Hij komt een bruin veulen tegen en deze vraagt hem te laten gaan, omdat het te jong is en zijn rug zal breken onder het gewicht van de kleermaker. Als het sterker geworden is, kan het misschien een wederdienst doen. De kleermaker geeft het dier een tik met zijn roe en wil iets eten. Hij grijpt een ooievaar, maar deze zegt een heilige vogel te zijn. Vader Langbeen wordt vrijgelaten en de kleermaker ziet jonge eendjes in de vijver, maar de moedereend vraagt haar jongen te sparen. De goedhartige kleermaker laat de jongen vrij en ziet een hol in een oude boom. De bijenkoningin waarschuwt dat haar bijen hem zullen steken met tienduizend angels en de kleermaker loopt de stad in. Het is twaalf uur en hij gaat eten in de herberg, hij zoekt een onderkomen en wordt al snel beroemd. Iedereen wil zijn nieuwe jas door deze kleermaker laten maken en de koning stelt hem aan als hofkleermaker.
De schoenmaker is hofschoenmaker en ziet zijn oude kameraad, zijn geweten begint te knagen en is bang dat de man wraak zal nemen. Hij zegt de majesteit dat de kleermaker een opschepper is en iedereen zegt dat hij de verdwenen gouden kroon kan vinden. De kleermaker wordt bij de koning geroepen en moet de kroon halen, of de stad voorgoed verlaten. Hij komt bij de vijver en de moedereend poetst haar veren, ze wil hem helpen en de eendjes duiken de kroon op van de bodem. De kleermaker spreidt zijn zakdoek uit op de oever en na vijf minuten leggen de dieren de kroon erop. De kleermaker krijgt als dank een gouden ketting van de koning. De schoenmaker zegt dan dat de kleermaker vertelt het paleis in was te kunnen namaken. De kleermaker komt bij de holle boom en de bijen helpen hem en maken een prachtig paleis. Het is zo wit als sneeuw en zo zoet als honing en de koning geeft als dank een stenen huis aan de kleermaker. Het paleis wordt in een zaal opgesteld en de schoenmaker vertelt dan dat de kleermaker water kan doen ontspringen op het binnenplein. De kleermaker gaat de stad uit, omdat hij ter dood zal worden gebracht als het water niet ontspringt. Hij ontmoet het bruine paard en deze rent met de man op zijn rug de stad in.
Ze komen bij het binnenplein en het paard rent driemaal rond het plein, waarna het neerstort. Een straal water springt omhoog en de koning omhelst de kleermaker terwijl iedereen het ziet. De schoenmaker gaat naar de koning en zegt dat de kleermaker zegt de koning een zoon door de lucht kan laten brengen. De kleermaker zal als beloning de koningsdochter krijgen en hij gaat met gekruiste benen op tafel zitten. Hij gaat de poort uit en ziet de ooievaar en vertelt zijn verhaal. De ooievaar wil wel een klein prinsje uit de put halen en na negen dagen brengt hij dit naar het paleis. De koningin krijgt het kindje op schoot en zij kust het, ze krijgt ook nog een reistas met zakjes gekleurde suikererwten die onder de prinsesjes worden verdeeld. De oudste krijgt niks, maar trouwt met de kleermaker. De schoenmaker moet voor de kleermaker de schoenen maken die gedragen worden op het bruiloftsfeest en wordt daarna uit de stad verbannen. Uitgeput loopt hij langs de galg en rust, maar de kraaien pikken zijn ogen uit en hij rent het bos in. Waarschijnlijk is hij omgekomen, want niemand heeft hem ooit weer gezien.

## Achtergronden
- Het sprookje komt uit Holstein.
- Het verhaal is wereldwijd te vinden, van India tot IJsland, zonder het door de gebroeders Grimm toegevoegde slot van de dankbare dieren: zie De witte slang (KHM17).
- De twee reisgezellen vertegenwoordigen twee tegenovergestelde karakters, zie ook Het dappere snijdertje (KHM20).
- Een kleermaker (naait uit kleine lapjes het levenslot aan elkaar) is vaak degene met slimheid en opgewektheid, hij vindt voor alles een oplossing. Zie ook De kleermaker in de hemel (KHM35), Tafeltje dek je, ezeltje strek je en knuppel uit de zak (KHM36), Duimpje de wereld in (KHM45), Het snuggere snijdertje (KHM114), De glazen doodskist (KHM163), Lief en leed samen delen (KHM170), De geschenken van het kleine volkje (KHM182) en De reus en de kleermaker (KHM183).
- De ooievaar haalt de kinderen uit de put, de put staat voor de onderwereld. De kleuren van de vogel zijn rood, wit en zwart en komen ook voor bij de geboorte van Sneeuwwitje (KHM53). De kleuren wit, zwart en rood kunnen gezien worden als verwijzing naar de hemel, aarde en mens. Zie ook De raaf (KHM93).